# Orseolo

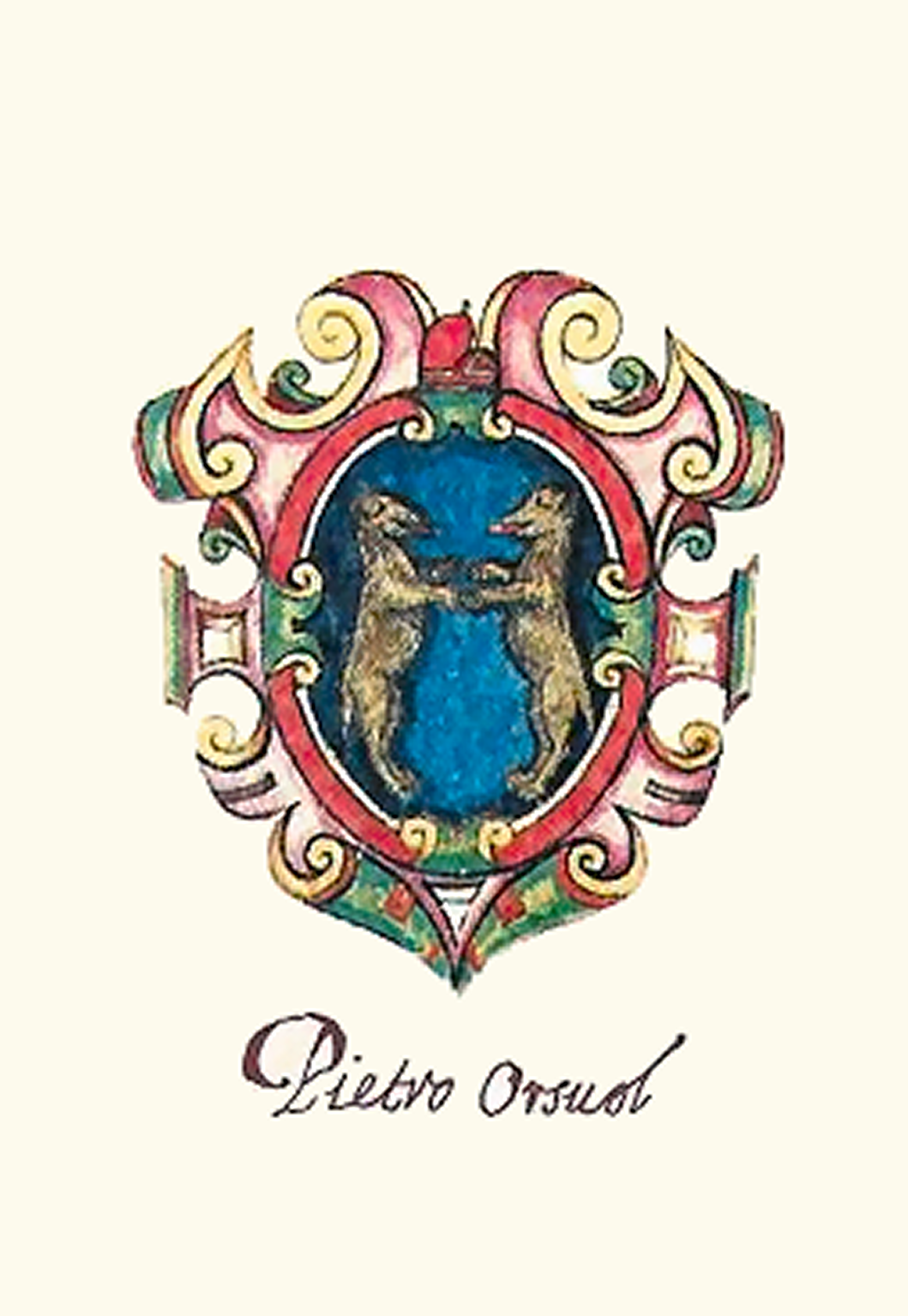
Stemma di Casa Orseolo

Gli Orseolo (AFI: /orˈsɛolo/) furono una famiglia patrizia di Venezia, che giocò un ruolo importante nelle vicende del Ducato tra la fine del X secolo e l'inizio dell'XI secolo.

## Storia
Le ipotesi sull'origine della famiglia sono discordanti, comunque basate su tradizioni e mai su fatti certi. Una la fa derivare dalla romana gens Ursia o Ursula, stanziata ad Aquileia e passata più tardi a Grado con l'arrivo degli Unni di Attila; alcuni ne identificano il capostipite nel doge Orso Ipato; c'è chi li mette in relazione con gli Orsini e chi la ritiene torcellana; e altri ancora ne sostengono l'origine germanica.
Iniziò ad affermarsi con l'elezione di Pietro I al soglio ducale (976-978), al quale successero Pietro II (991-1009) e Ottone (1009-1026). Detennero quindi il potere per circa mezzo secolo, favorendo la riappacificazione interna e, in campo estero, una prima politica di espansione sull'Adriatico, con le lotte contro Slavi e Ungari. Altri membri ebbero ruoli di spicco in ambito ecclesiastico, mentre Pietro, figlio di Ottone e di Geiza Arpade, fu re d'Ungheria; erano inoltre imparentati con la bizantina dinastia macedone.
Alla metà dell'XI secolo gli Orseolo persero ogni importanza nella vita politica. Dopo la vicenda di Domenico che, secondo la tradizione, fu doge per un solo giorno (1032), la famiglia fu esiliata; tuttavia è provato che un Pietro Orseolo viveva a Rialto ancora nel 1036.
Incerte le notizie successive. Gli storici del passato ritengono che i vari rami avessero riparato in località diverse: alcuni a Roma, altri a Forlì (da cui gli Orselli), altri a Bologna (da cui gli Orsi), altri ancora nel Sud Italia, dove avrebbero mantenuto il cognome e l'arma originari.

## Toponomastica attuale
Alcuni sostengono che il toponimo campo Rusolo, nei pressi di San Gallo, sia la corruzione di Orseolo in quanto la famiglia avrebbe avuto delle proprietà in zona. Il retrostante bacino Orseolo è invece più recente, realizzato nel 1869 e così intitolato in onore del doge Pietro I.

## Genealogia
|  |  | Vitale Candiano   | Vitale Candiano   | Vitale Candiano   | Vitale Candiano   | Vitale Candiano   | Vitale Candiano   |  |  |          |          |               |               | ?             | ?             | ?             | ?             | ? | ? |                      |                      |                      |                      |                             |                             |                             |                             |                               |                               |                               |                               |                                      |                                      |                                      |                                      |                                      |                                      |  |  |                                            |                                            |                                            |                                            |                                            |                                            |                  |                  |  |  |  |  |                         |                         |                         |                         |                         |                         |  |  |  |  |  |  |  |  |  |  |  |  |  |  |
|  |  | Vitale Candiano   | Vitale Candiano   | Vitale Candiano   | Vitale Candiano   | Vitale Candiano   | Vitale Candiano   |  |  |          |          |               |               | ?             | ?             | ?             | ?             | ? | ? |                      |                      |                      |                      |                             |                             |                             |                             |                               |                               |                               |                               |                                      |                                      |                                      |                                      |                                      |                                      |  |  |                                            |                                            |                                            |                                            |                                            |                                            |                  |                  |  |  |  |  |                         |                         |                         |                         |                         |                         |  |  |  |  |  |  |  |  |  |  |  |  |  |  |
|  |  |                   |                   |                   |                   |                   |                   |  |  |          |          |               |               |               |               |               |               |   |   |                      |                      |                      |                      |                             |                             |                             |                             |                               |                               |                               |                               |                                      |                                      |                                      |                                      |                                      |                                      |  |  |                                            |                                            |                                            |                                            |                                            |                                            |                  |                  |  |  |  |  |                         |                         |                         |                         |                         |                         |  |  |  |  |  |  |  |  |  |  |  |  |  |  |
|  |  | Emilia            | Emilia            | Emilia            | Emilia            | Emilia            | Emilia            |  |  | Domenico | Domenico | Domenico      | Domenico      | Domenico      | Domenico      |               |               |   |   | Pietro I 928 ca.-987 | Pietro I 928 ca.-987 | Pietro I 928 ca.-987 | Pietro I 928 ca.-987 | Pietro I 928 ca.-987        | Pietro I 928 ca.-987        |                             |                             | Felicita Malipiero (o Badoer) | Felicita Malipiero (o Badoer) | Felicita Malipiero (o Badoer) | Felicita Malipiero (o Badoer) | Felicita Malipiero (o Badoer)        | Felicita Malipiero (o Badoer)        |                                      |                                      |                                      |                                      |  |  |                                            |                                            |                                            |                                            |                                            |                                            |                  |                  |  |  |  |  |                         |                         |                         |                         |                         |                         |  |  |  |  |  |  |  |  |  |  |  |  |  |  |
|  |  | Emilia            | Emilia            | Emilia            | Emilia            | Emilia            | Emilia            |  |  | Domenico | Domenico | Domenico      | Domenico      | Domenico      | Domenico      |               |               |   |   | Pietro I 928 ca.-987 | Pietro I 928 ca.-987 | Pietro I 928 ca.-987 | Pietro I 928 ca.-987 | Pietro I 928 ca.-987        | Pietro I 928 ca.-987        |                             |                             | Felicita Malipiero (o Badoer) | Felicita Malipiero (o Badoer) | Felicita Malipiero (o Badoer) | Felicita Malipiero (o Badoer) | Felicita Malipiero (o Badoer)        | Felicita Malipiero (o Badoer)        |                                      |                                      |                                      |                                      |  |  |                                            |                                            |                                            |                                            |                                            |                                            |                  |                  |  |  |  |  |                         |                         |                         |                         |                         |                         |  |  |  |  |  |  |  |  |  |  |  |  |  |  |
|  |  |                   |                   |                   |                   |                   |                   |  |  |          |          |               |               |               |               |               |               |   |   |                      |                      |                      |                      |                             |                             |                             |                             |                               |                               |                               |                               |                                      |                                      |                                      |                                      |                                      |                                      |  |  |                                            |                                            |                                            |                                            |                                            |                                            |                  |                  |  |  |  |  |                         |                         |                         |                         |                         |                         |  |  |  |  |  |  |  |  |  |  |  |  |  |  |
|  |  |                   |                   |                   |                   |                   |                   |  |  |          |          |               |               |               |               |               |               |   |   |                      |                      |                      |                      | Pietro II 961-1009          |                             |                             |                             |                               |                               |                               |                               |                                      |                                      |                                      |                                      |                                      |                                      |  |  |                                            |                                            |                                            |                                            |                                            |                                            |                  |                  |  |  |  |  |                         |                         |                         |                         |                         |                         |  |  |  |  |  |  |  |  |  |  |  |  |  |  |
|  |  |                   |                   |                   |                   |                   |                   |  |  |          |          |               |               |               |               |               |               |   |   |                      |                      |                      |                      |                             |                             |                             |                             |                               |                               |                               |                               |                                      |                                      |                                      |                                      |                                      |                                      |  |  |                                            |                                            |                                            |                                            |                                            |                                            |                  |                  |  |  |  |  |                         |                         |                         |                         |                         |                         |  |  |  |  |  |  |  |  |  |  |  |  |  |  |
|  |  |                   |                   |                   |                   |                   |                   |  |  |          |          |               |               |               |               |               |               |   |   |                      |                      |                      |                      |                             |                             |                             |                             |                               |                               |                               |                               |                                      |                                      |                                      |                                      |                                      |                                      |  |  |                                            |                                            |                                            |                                            |                                            |                                            |                  |                  |  |  |  |  |                         |                         |                         |                         |                         |                         |  |  |  |  |  |  |  |  |  |  |  |  |  |  |
|  |  | Giovanni 984-1007 | Giovanni 984-1007 | Giovanni 984-1007 | Giovanni 984-1007 | Giovanni 984-1007 | Giovanni 984-1007 |  |  |          |          | Orso 988-1049 | Orso 988-1049 | Orso 988-1049 | Orso 988-1049 | Orso 988-1049 | Orso 988-1049 |   |   |                      |                      |                      |                      | Ottone 993-1032             | Ottone 993-1032             | Ottone 993-1032             | Ottone 993-1032             | Ottone 993-1032               | Ottone 993-1032               |                               |                               | Geiza Arpadi                         | Geiza Arpadi                         | Geiza Arpadi                         | Geiza Arpadi                         | Geiza Arpadi                         | Geiza Arpadi                         |  |  |                                            |                                            | Vitale 998 ca.-?                           | Vitale 998 ca.-?                           | Vitale 998 ca.-?                           | Vitale 998 ca.-?                           | Vitale 998 ca.-? | Vitale 998 ca.-? |  |  |  |  | Domenico † dopo il 1036 | Domenico † dopo il 1036 | Domenico † dopo il 1036 | Domenico † dopo il 1036 | Domenico † dopo il 1036 | Domenico † dopo il 1036 |  |  |  |  |  |  |  |  |  |  |  |  |  |  |
|  |  | Giovanni 984-1007 | Giovanni 984-1007 | Giovanni 984-1007 | Giovanni 984-1007 | Giovanni 984-1007 | Giovanni 984-1007 |  |  |          |          | Orso 988-1049 | Orso 988-1049 | Orso 988-1049 | Orso 988-1049 | Orso 988-1049 | Orso 988-1049 |   |   |                      |                      |                      |                      | Ottone 993-1032             | Ottone 993-1032             | Ottone 993-1032             | Ottone 993-1032             | Ottone 993-1032               | Ottone 993-1032               |                               |                               | Geiza Arpadi                         | Geiza Arpadi                         | Geiza Arpadi                         | Geiza Arpadi                         | Geiza Arpadi                         | Geiza Arpadi                         |  |  |                                            |                                            | Vitale 998 ca.-?                           | Vitale 998 ca.-?                           | Vitale 998 ca.-?                           | Vitale 998 ca.-?                           | Vitale 998 ca.-? | Vitale 998 ca.-? |  |  |  |  | Domenico † dopo il 1036 | Domenico † dopo il 1036 | Domenico † dopo il 1036 | Domenico † dopo il 1036 | Domenico † dopo il 1036 | Domenico † dopo il 1036 |  |  |  |  |  |  |  |  |  |  |  |  |  |  |
|  |  |                   |                   |                   |                   |                   |                   |  |  |          |          |               |               |               |               |               |               |   |   |                      |                      |                      |                      |                             |                             |                             |                             |                               |                               |                               |                               |                                      |                                      |                                      |                                      |                                      |                                      |  |  |                                            |                                            |                                            |                                            |                                            |                                            |                  |                  |  |  |  |  |                         |                         |                         |                         |                         |                         |  |  |  |  |  |  |  |  |  |  |  |  |  |  |
|  |  |                   |                   |                   |                   |                   |                   |  |  |          |          |               |               |               |               |               |               |   |   |                      |                      |                      |                      | Pietro d'Ungheria 1011-1058 | Pietro d'Ungheria 1011-1058 | Pietro d'Ungheria 1011-1058 | Pietro d'Ungheria 1011-1058 | Pietro d'Ungheria 1011-1058   | Pietro d'Ungheria 1011-1058   |                               |                               | Frozza Orseolo 1015–17 febbraio 1071 | Frozza Orseolo 1015–17 febbraio 1071 | Frozza Orseolo 1015–17 febbraio 1071 | Frozza Orseolo 1015–17 febbraio 1071 | Frozza Orseolo 1015–17 febbraio 1071 | Frozza Orseolo 1015–17 febbraio 1071 |  |  | Adalberto di Babenberg 1027–10 giugno 1075 | Adalberto di Babenberg 1027–10 giugno 1075 | Adalberto di Babenberg 1027–10 giugno 1075 | Adalberto di Babenberg 1027–10 giugno 1075 | Adalberto di Babenberg 1027–10 giugno 1075 | Adalberto di Babenberg 1027–10 giugno 1075 |                  |                  |  |  |  |  |                         |                         |                         |                         |                         |                         |  |  |  |  |  |  |  |  |  |  |  |  |  |  |
|  |  |                   |                   |                   |                   |                   |                   |  |  |          |          |               |               |               |               |               |               |   |   |                      |                      |                      |                      | Pietro d'Ungheria 1011-1058 | Pietro d'Ungheria 1011-1058 | Pietro d'Ungheria 1011-1058 | Pietro d'Ungheria 1011-1058 | Pietro d'Ungheria 1011-1058   | Pietro d'Ungheria 1011-1058   |                               |                               | Frozza Orseolo 1015–17 febbraio 1071 | Frozza Orseolo 1015–17 febbraio 1071 | Frozza Orseolo 1015–17 febbraio 1071 | Frozza Orseolo 1015–17 febbraio 1071 | Frozza Orseolo 1015–17 febbraio 1071 | Frozza Orseolo 1015–17 febbraio 1071 |  |  | Adalberto di Babenberg 1027–10 giugno 1075 | Adalberto di Babenberg 1027–10 giugno 1075 | Adalberto di Babenberg 1027–10 giugno 1075 | Adalberto di Babenberg 1027–10 giugno 1075 | Adalberto di Babenberg 1027–10 giugno 1075 | Adalberto di Babenberg 1027–10 giugno 1075 |                  |                  |  |  |  |  |                         |                         |                         |                         |                         |                         |  |  |  |  |  |  |  |  |  |  |  |  |  |  |
|  |  |                   |                   |                   |                   |                   |                   |  |  |          |          |               |               |               |               |               |               |   |   |                      |                      |                      |                      |                             |                             |                             |                             |                               |                               |                               |                               |                                      |                                      |                                      |                                      |                                      |                                      |  |  |                                            |                                            |                                            |                                            |                                            |                                            |                  |                  |  |  |  |  |                         |                         |                         |                         |                         |                         |  |  |  |  |  |  |  |  |  |  |  |  |  |  |
|  |  |                   |                   |                   |                   |                   |                   |  |  |          |          |               |               |               |               |               |               |   |   |                      |                      |                      |                      |                             |                             |                             |                             |                               |                               |                               |                               |                                      |                                      |                                      |                                      | dinastia Babenberg                   |                                      |  |  |                                            |                                            |                                            |                                            |                                            |                                            |                  |                  |  |  |  |  |                         |                         |                         |                         |                         |                         |  |  |  |  |  |  |  |  |  |  |  |  |  |  |